# Erwin Hubert (Maler)
Erwin Hubert (* 16. Juli 1883 in Wien, Österreich-Ungarn; † 18. September 1963 in Palma, Balearische Inseln, Spanien) war ein Maler und Aquarellist.

## Frühe Jahre
Nach Abschluss der Wiener Handels-Akademie wurde er 1902 vom auf Geografica spezialisierten Verlag Ed. Hölzel angestellt. Hier wurde ihm der Kontakt mit dem Mittelmeerforscher Erzherzog Ludwig Salvador von Österreich-Toskana übertragen, weil er imstande war, dessen sehr schwierig zu entziffernde Handschrift zu lesen. In weiterer Folge wurde er vom Erzherzog selbst angestellt und gehörte ab 1903 als Korrektor und Sekretär zu dessen Gefolge. Er bildete sich in dieser Zeit zum Maler und Zeichner aus und illustrierte viele Werke des Erzherzogs. Mit ihm reiste er an Bord seines Schiffes (der „Nixe II“) durch das Mittelmeer und kam 1904 zum ersten Mal nach Mallorca.
1910 kehrte er nach Wien zurück, nahm zur Sicherung seines Lebensunterhaltes eine Stellung bei der Österreichisch-Ungarischen Bank (heute Oesterreichische Nationalbank) an, zugleich aber malte er weiter und arbeitete aus der Ferne mit dem Erzherzog zusammen. Das letzte (posthume) Werk des Erzherzogs, „Auslug und Wachttürme Mallorca“ (1916), ist mit einem Prolog von Hubert versehen und wurde mit seinen Aquarellen illustriert. 1915 heiratete er Adele Panoch in Wien.
Kurz nach dem Ende des Ersten Weltkriegs beschloss er, sich ganz der Malerei zu widmen und zog nach Mallorca, das er durch seine Aufenthalte beim Erzherzog gut kannte.

## Ankunft auf Mallorca
Im Jahr 1920 ließ sich Hubert auf dem Gut Miramar im Norden der Insel nieder, zog jedoch bald nach Palma, während seine Familie nach Wien zurückkehrte. In diesem Jahr gab er sein öffentliches Debüt als Maler bei der vom Stadtrat von Palma organisierten regionalen Kunstausstellung. Anfang 1921 wurde ebenfalls in Palma die erste ihm selbst gewidmete Ausstellung im Arabischen Saal der „La Veda“ Gesellschaft eröffnet. In diesen Ausstellungen zeigte sich bereits, dass das Schwergewicht seines Schaffens in der Landschaftsmalerei lag und dass das Aquarell seine bevorzugte Technik war, während Aufträge für Porträts eine wichtige Erwerbsquelle darstellten.
1923 richtete er Ausstellungen in Barcelona („Galerías Layetanas“) und Madrid („Ateneo de Madrid“) aus, die seinen Ruf festigten. In den folgenden Jahrzehnten stellte er immer wieder in Mallorca und anderen spanischen Städten aus. Vor allem in Madrid hielt er sich lange auf und arbeite als Porträtist. Hier galt er als eine Art „Hofmaler“ und malte mehr als 300 Porträts vor allem von Adligen, Finanziers und Intellektuellen. Insgesamt wird geschätzt, dass er etwa 2.000 Porträts malte.
An einer Ausstellung in Buenos Aires (1928), an der sich mehrere mallorquinische Maler beteiligten, nahm er ebenfalls teil.

## Tourismusillustrator

Erwin Hubert ca. 1950

Seit 1929 arbeitete er mit der „Fomento del Turismo de Mallorca“ zusammen, die den „Guia de Mallorca“ herausgab, ein Reiseführer mit einem von ihm illustrierten Umschlag. Im Jahr 1930 publizierte der „Fomento del Turismo“ eine Serie von Plakaten, die auf Aquarellen von Hubert beruhten und die Legende „Visit Mallorca“ trugen. Diese Plakate, die breitflächig in ganz Spanien und im Ausland verbreitet wurden, prägten das Bild Mallorcas in der internationalen Wahrnehmung nachhaltig. Die Plakate, zusammen mit anderen Materialien, wie Postkartenserien und vielerlei Broschüren, die ebenfalls seine Bildmotive enthielten, stießen den aufkommenden mallorquinischen Tourismus mächtig an und etablierten Hubert zugleich als Hauptinterpret der landschaftlichen Reize Mallorcas.
Als solcher illustrierte er auch Bücher wie „Mallorca. Guía gráfica“ von Josep Costa Ferrer, „Picarol“ (1930); „Viaje a Mallorca“ von José María Salaverría (1933); „La isla maravillosa“ (1945) und „Cuevas dels Hams“ (1946) von Josep Vidal Isern und vielen anderen. Sein Art der Landschaftsmalerei eignete sich gut für Werbungen, da sie die Vorzüge der Insel sehr ansprechend veranschaulichte. Es handelte sich dabei, wie kritisch anzumerken ist, um sehr idealisierte, auch zum Klischee neigende Darstellungen sowohl der Landschaft als auch der Menschen der Insel. Aber sie waren optisch ansprechend und technisch einwandfrei, in einem einzigartigen und persönlichen Stil verfertigt.

## Tod
Er starb am 18. September 1963 in Palma an den Folgen eines Verkehrsunfalls auf der Rambla in Palma. Er wurde auf dem Stadtfriedhof begraben. Der Stadtrat von Palma widmete ihm einige Jahre nach seinem Tod eine Straße im Viertel El Molinar und Ausstellungen seiner Werke fanden im „Círculo de Bellas Artes“ (1965), im Palau de Marivent (1968) und in der Fundación Barceló (1994) statt.

## Anerkennungen
- Silbermedaille der „Albrecht-Dürer-Bund-Gesellschaft“ (Wien) (1918)
- Goldmedaille der „Society of National Artists“ of Rio de Janeiro (1952)
- Ehrenmitglied des „Círculo de Bellas Artes de Palma“
- Ehrendiplom des Stadtrats von Palma (1974, posthum)